# Mecânica computacional
Mecânica computacional é a disciplina que utiliza métodos computacionais para estudar fenômenos governados pelos princípios da mecânica. Anteriormente ao advento da computação científica como terceira via além das ciências teórica e experimental, a mecânica computacional era considerada como uma sub-disciplina da mecânica aplicada. Atualmente é considerada uma sub-disciplina da ciência computacional.

## Processo
Os mecânicos computacionais seguem uma lista de tarefas a fim de analisar os precessos mecânicos em estudo:
1. Um modelo matemático de um fenômeno físico é obtido. Isto normalmente envolve a expressão dos sistemas naturais ou de engenharia em termos de equações diferenciais parciais. Este passo usa a física para formalizar um sistema complexo.
2. As equações matemáticas são convertidas em formas adequadas para computação digital. Este passo é denominado discretização, por envolver a criação de um modelo discreto aproximado a partir do modelo contínuo original. Em particular, a discretização transforma o sistema de equações diferenciais em um sistema de equações algébricas. Os processos envolvidos neste passo são estudados no campo da análise numérica.
3. Programas de computador são elaborados para resolver as equações discretizadas usando métodos diretos (que são simples programas sequenciais resultando na solução) ou métodos iterativos (que partem de uma solução tentativa e atingem a solução do problema por refinamentos sucessivos). Dependendo da natureza do problema, supercomputadores e computação paralela podem ser usados nesta etapa.
4. O modelo matemático, os procedimentos numéricos e o código computacional são verificados usando como comparação resultados experimentais ou modelos simplificados para os quais soluções analíticas são conhecidas. Frequentemente, novas técnicas numéricas ou experimentais são verificadas comparando seus resultados com aqueles fornecidos por métodos numéricos bem estabelecidos. Em muitos casos, problemas Benchmark (testes de performance) estão também disponíveis. Os resultados numéricos são graficamente visualizados e frequentemente é dada interpretação física para os resultados.

## Visão geral
A mecânica computacional é interdisciplinar. Seus três pilares são matemática, ciência da computação e Mecânica. Fluidodinâmica computacional, termodinâmica computacional, eletromagnetismo computacional e mecânica dos sólidos computacional são algumas das especialidades dentro da mecânica computacional.
As áreas da matemática com grande afinidade à mecânica computacional são equações diferenciais parciais, álgebra linear e análise numérica. Os métodos numéricos mais populares utilizados são o método dos elementos finitos, o método das diferenças finitas e o método dos elementos de contorno, nesta ordem. Na mecânica dos sólidos o método dos elementos finitos é mais utilizado que o método das diferenças finitas, enquanto que na mecânica dos fluidos, termodinâmica e eletromagnetismo o métodos das diferenças finitas é tão utilizado quanto o método dos elementos finitos. O método dos elementos de contorno é em geral menos popular, mas tem alguns nichos em determinadas áreas, como por exemplo a engenharia acústica.
Em relação à computação, os programas de computador, algorítmos e computação paralela desempenham papel fundamental na mecânica computacional. A linguagem de programação mais utilizada pela comunidade científica, incluindo a mecânica computacional, é o Fortran. Nas últimas décadas o C++ aumentou em popularidade. Também programas de computação algébrica e simbólica, por exemplo, MAPLE, MATLAB e Mathematica estão cada vez mais sendo utilizados.